# L'Homme debout
Pour plus de détails, voir Fiche technique et Distribution.
L'Homme debout est une comédie dramatique française de Florence Vignon sortie en 2023.

## Synopsis
Clémence Alpharo doit dérocher un CDI dans l'entreprise de papier peint qui vient de l'engager, pour y arriver, elle doit pousser Henri Giffard, VRP en fin de parcours, vers une retraite anticipée.
Son objectif, rajeunir l'image de la boîte. Giffard refuse, car son travail semble être la seule chose qui donne un sens à sa vie.
Entre la perspective d'un avenir professionnel lui offrant la possibilité de fuir ses problèmes familiaux et l'affection qu'elle semble éprouver pour le VRP, Clémence devra choisir...

## Fiche technique
Sauf indication contraire, les informations mentionnées dans cette section peuvent être confirmées par les bases de données cinématographiques IMDb et Allociné,  présentes dans la section « Liens externes ».
- Titre original : L'Homme debout (ex-L'échappée belle)
- Réalisation : Florence Vignon
- Scénario : Florence Vignon, d'après l'œuvre de Thierry Beinstingel
- Musique : Côme Aguiar
- Décors : Valérie Saradjian
- Costumes : Bethsabée Dreyfus
- Photographie : Aurélien Marra
- Montage : Hervé Deluze et Elif Uluengin
- Son : Dorian Racine, Mathieu Descamps et Samuel Aïchoun
- Production : Marc-Benoît Créancier
  - Coproducteur : Juliette Hayat
- Sociétés de production : Orange Studio, Easy Tiger et Les Films du Printemps
- Sociétés de distribution : Orange Studio
- Pays de production :  France
- Langue originale : français
- Format : couleur — 2,35:1
- Genre : Comédie dramatique
- Durée : 86 minutes
- Dates de tournage : avril et mai 2021 dans la Drôme et en Ardèche.
- Dates de sortie :
  - France : 17 mai 2023

## Distribution
Sauf indication contraire ou complémentaire, les informations mentionnées dans cette section proviennent du générique de fin de l'œuvre audiovisuelle présentée ici.
- Zita Hanrot : Clémence Alpharo
- Jacques Gamblin : Henri Giffard
- Cédric Moreau : Claude Marcineau
- Tatiana Gousseff : Odile
- Thomas Chabrol : le grand patron
- Vincent Jaspard : Mathias Vidal
- Bruno Abraham-Kremer : M. Morel
- Carima Amarouche : Louisa, la soeur de Clémence
- Guillaume Clérice : Antoine, le fils d'Henri
- Florence Vignon : Julie
- Bruno Henry : Bakary
- Alain Beigel : Chapuis